# Johannes Kirsten
Johannes Kirsten (* 1976 in Berlin) ist ein deutscher Dramaturg. 

## Leben
Johannes Kirsten studierte Germanistik und Philosophie in Berlin und New York. Nach diversen Arbeiten an verschiedenen Berliner Theatern und mit dem Produktionskollektiv Lunatiks produktion war er 2004 bis 2006 Regieassistent und später Dramaturg am Nationaltheater Mannheim. Ab 2006 arbeitete er als freier Dramaturg und Autor (u. a. Ruhrtriennale, Nationaltheater Korea in Seoul und Deutschlandradio Kultur). Von 2008 bis 2013 war fester Dramaturg am Centraltheater und der Skala Leipzig. Im ersten Jahr war er im Leitungsteam der Skala und verwirklichte ausschließlich Projekte dort, seit der Spielzeit 2009/10 verwirklichte er Projekte auch im Centraltheater. Engere Zusammenarbeit u. a. mit Sascha Hawemann, Rainald Grebe, Martin Laberenz, Mirko Borscht, Schorsch Kamerun. 2011 bis 2013 war Gastprofessur für Dramatik am Deutschen Literaturinstitut in Leipzig. Ab der Spielzeit 2013/14 war er Dramaturg am Staatstheater Hannover. Seit 2020 ist er geschäftsführender Dramaturg am Maxim-Gorki-Theater Berlin.